# Val Calolden
La Val Calolden è una valle situata nelle Prealpi Lombarde, in Lombardia, all'interno della Provincia di Lecco. La valle è incastonata tra le pendici del Monte San Martino e del Monte Coltignone, rappresentando un'importante area di interesse naturalistico e storico.
Il principale corso d’acqua della valle è il Torrente Gerenzone, che scorre nel fondovalle e raccoglie le acque di diversi affluenti minori.

## Geologia
La Val Calolden presenta formazioni geologiche di rilievo, tra cui il Conglomerato della Val Calolden, affiorante nella parte terminale della valle e sul fianco destro della valle principale del Torrente Gerenzone. Questo conglomerato comprende depositi di versante ben cementati, costituiti da clasti in letti alternati di tipo “grèzes litées”, ed è datato al Pleistocene medio.

## Storia
Durante la Seconda Guerra Mondiale, la Val Calolden ospitava una miniera di piombo, sfruttata intensamente per l’estrazione di minerali strategici. Tra i minerali rinvenuti nella miniera si segnalano la fluorite, la galena, il gesso e la barite, rendendo la zona di grande interesse per gli appassionati di mineralogia.

## Flora e Fauna
La vegetazione della Val Calolden è caratterizzata dalla presenza di faggi, abeti, ciliegi, larici e betulle. La flora comprende numerose specie di primule, campanule e genziane, oltre a una ricca varietà di muschi e licheni.
Per quanto riguarda la fauna, la valle ospita diverse specie di caprioli, camosci, volpi e marmotte. Inoltre, è un'importante area di svernamento per rapaci come il gheppio e l'aquila reale.

## Escursionismo e Accesso
La Val Calolden è una meta escursionistica frequentata per la bellezza del paesaggio e per i suoi sentieri panoramici. Alcuni dei principali itinerari includono:  
- Sentiero per il Rifugio Piazza – Percorso che parte da Lecco e sale verso il Pian dei Resinelli, offrendo una vista spettacolare sulla valle.
- Sentiero per la Bocchetta di Calolden – Un'escursione che collega la valle con il Gruppo delle Grigne, molto apprezzata dagli escursionisti esperti.
- Percorso ad anello Val Calolden – Monte Coltignone – Itinerario che permette di esplorare la valle e raggiungere punti panoramici di grande interesse.

## Conservazione e tutela ambientale
La Val Calolden è inclusa in progetti di conservazione ambientale volti alla protezione della biodiversità e alla tutela del paesaggio alpino. Il Parco Regionale della Grigna promuove iniziative per la valorizzazione della flora e della fauna, oltre a interventi per il mantenimento dei sentieri e la prevenzione del rischio idrogeologico.